# Крутоярка (Курганская область)
Крутоярка — деревня в Юргамышском районе Курганской области. Входит в состав Кипельского сельсовета.

## История
До 1917 года в составе Кипельской волости Челябинского уезда Оренбургской губернии. По данным на 1926 год состояла из 104 хозяйств. В административном отношении входила в состав Кипельского сельсовета Юргамышского района Курганского округа Уральской области.
В 1964 году Указом Президиума ВС РСФСР деревня Разбегаевка переименована в Крутоярка.

## Население
| 1989 | 2002 | 2010 |
| ---- | ---- | ---- |
| 132  | ↘118 | ↘91  |

По данным переписи 1926 года в деревне проживало 518 человек (239 мужчин и 279 женщин), в том числе: русские составляли 100 % населения.